# Saint-Tropez (poloostrov)
Saint-Tropez (francouzsky Presqu'île de Saint-Tropez) je poloostrov ve Francii, který je výběžkem Maurského masivu na břehu Středozemního moře mezi zálivem u Saint-Tropez na severu a zátokou Cavalaire na jihu ve francouzském departmentu Var. Poloostrov je ohraničen historickým městečkem Port Grimaud (v obci Grimaud) a obcí La Croix-Valmer.